# 谷干城
谷 干城（たに たてき / たに かんじょう、1837年3月18日〈天保8年2月12日〉- 1911年〈明治44年〉5月13日）は、日本の武士（土佐藩士）、陸軍軍人、政治家。階級は陸軍中将。栄典は正二位勲一等子爵。

## 概略
幕末は、土佐藩の勤皇派として、乾退助（板垣退助）の片腕を為し、薩摩藩・小松帯刀、西郷隆盛らと「薩土討幕の密約」を締結する。戊辰戦争に際し、軍事の才能、智略に秀で最前線で戦った武将。熊本鎮台司令長官であった西南戦争においては、熊本城攻防戦の官軍指揮者として手腕を発揮し、更に武名を挙げた。第2代学習院院長。東京学士会院会員。

## 生涯

### 生い立ち

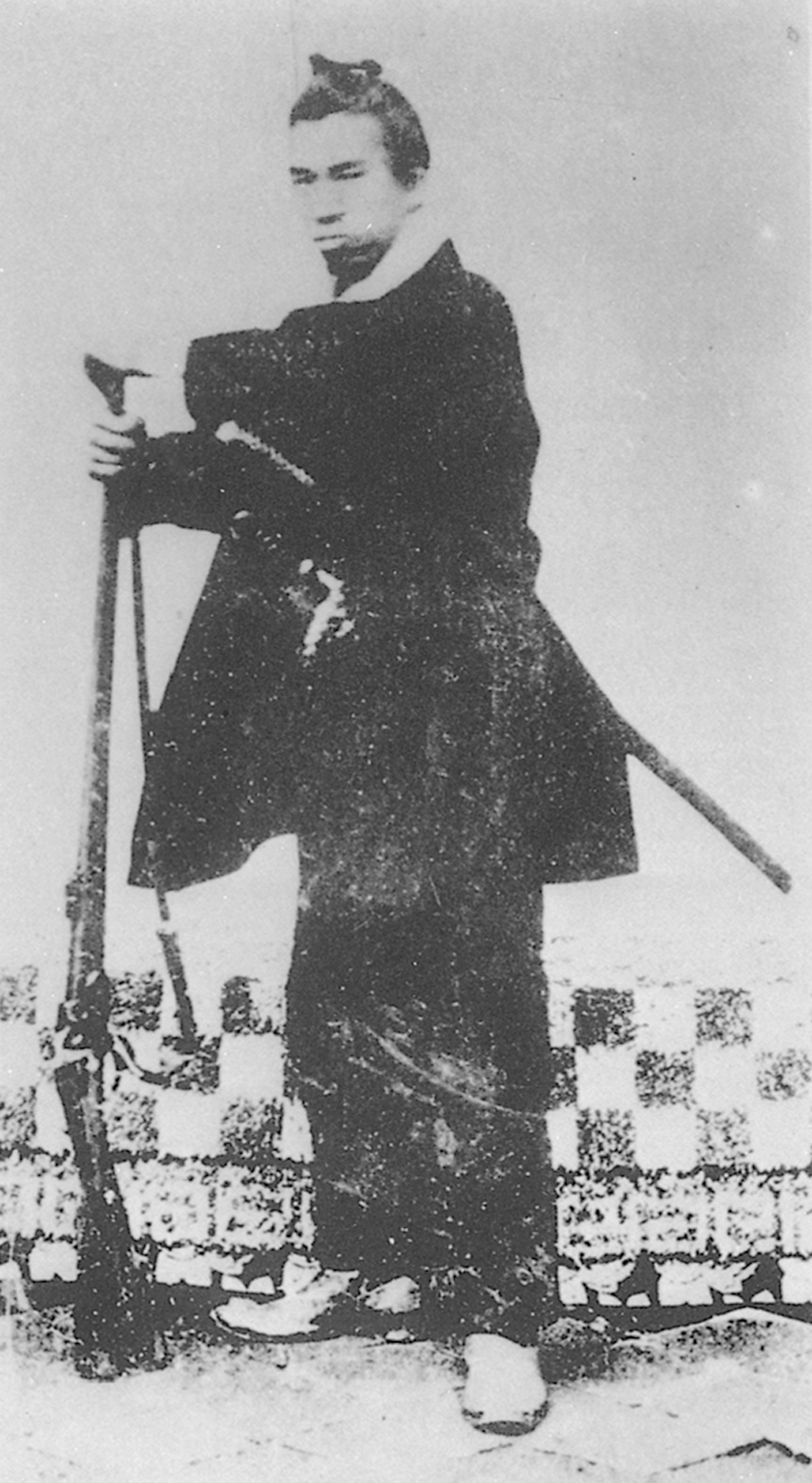
土佐藩士時代の谷

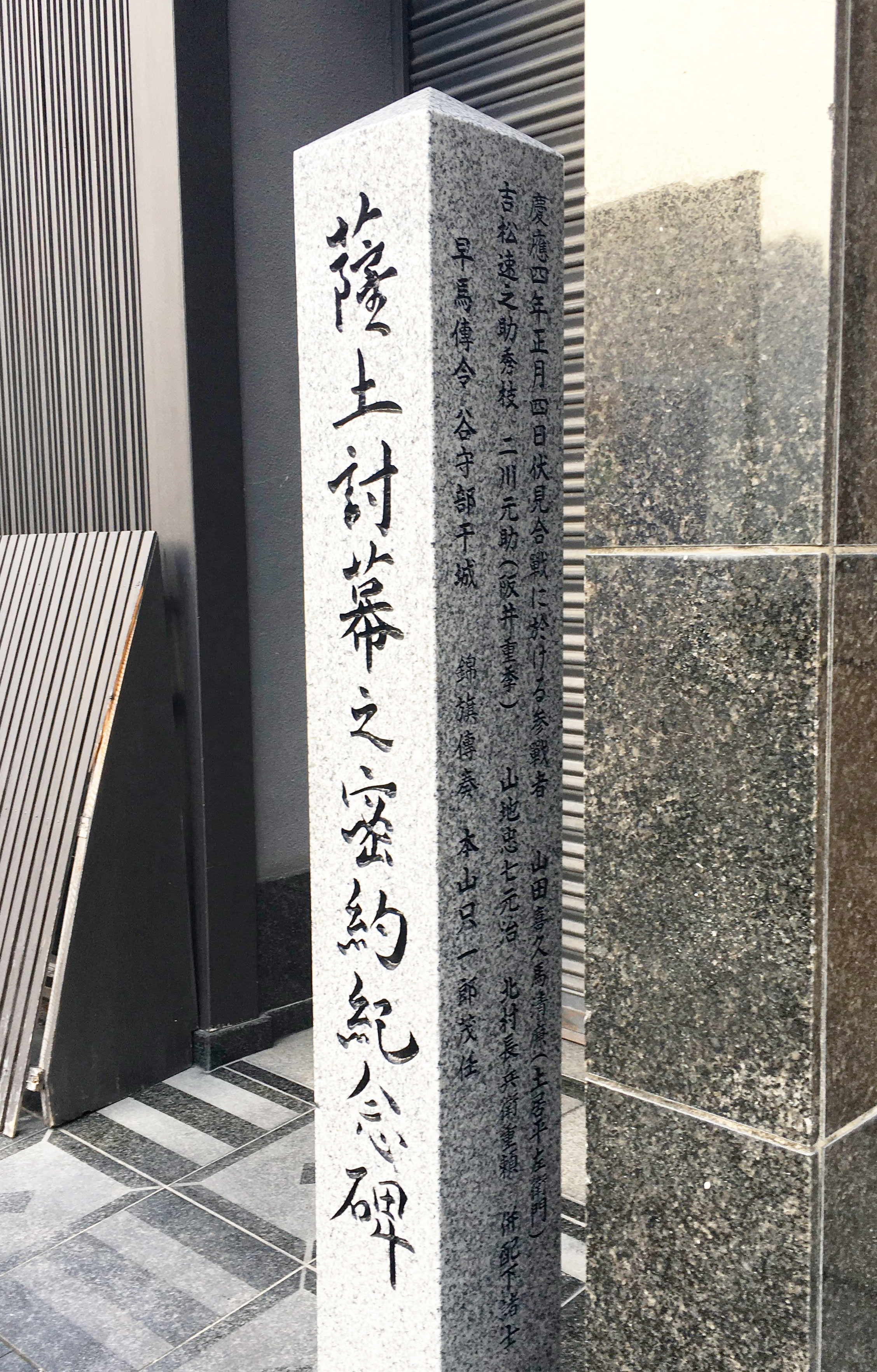
「薩土討幕之密約紀念碑」
密約が締結される前段階として京都「近安楼」で会見がもたれたことを記念する石碑
京都市東山区（祇園）

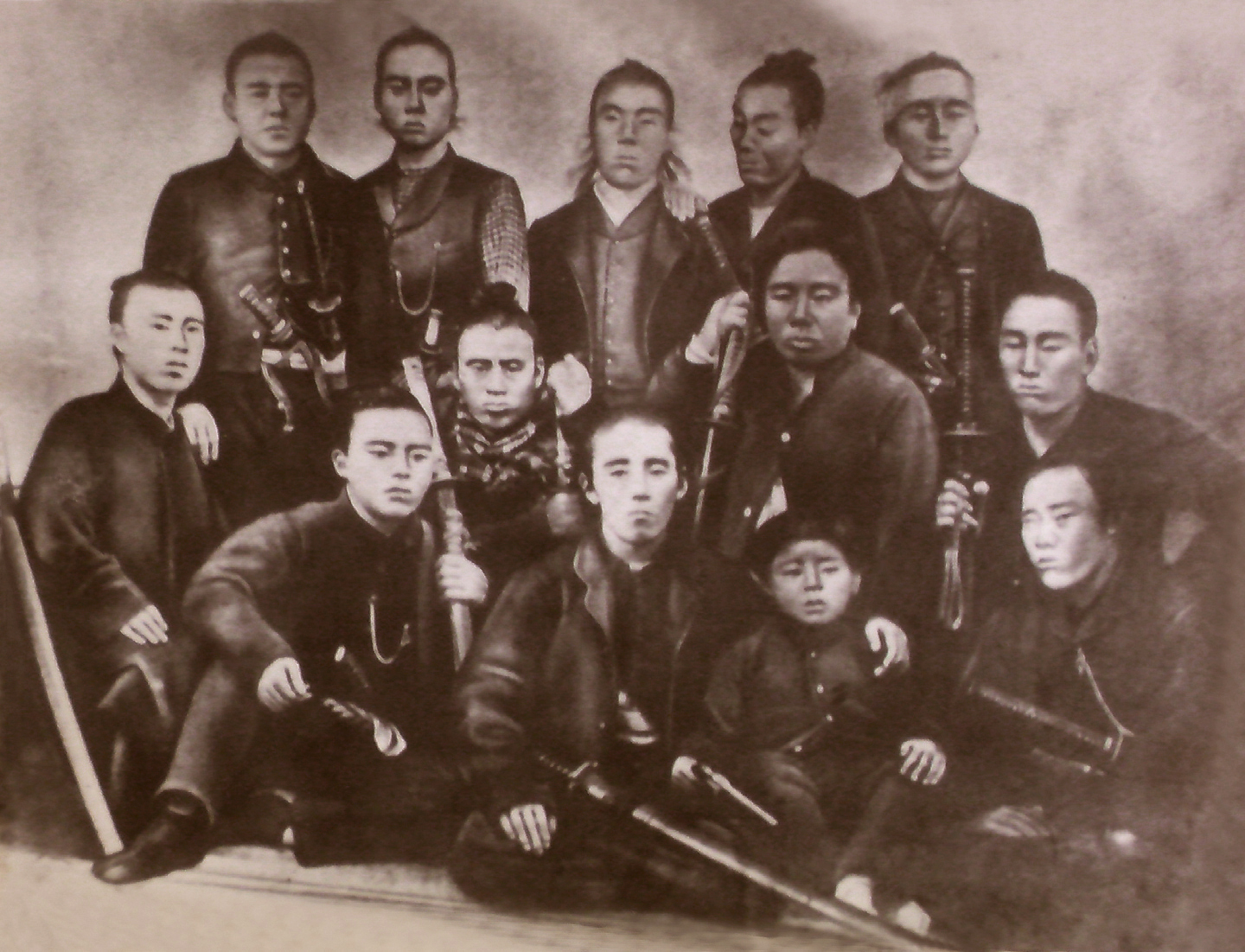
迅衝隊（前列左から伴権太夫、板垣退助（中央）、谷乙猪、山地忠七。 中列、谷神兵衛、谷干城、山田清廉、吉本祐雄。 後列、片岡健吉、真辺正精、西山榮、北村重頼、別府彦九郎）

天保8年2月12日（1837年3月18日）、土佐藩に仕える儒学者・谷景井（萬七。禄高は24石。）の四男として土佐国高岡郡窪川（現在の高知県高岡郡四万十町）に生まれた。通称は申太郎、守部。号は隈山。
3人の兄が相次いで夭逝したので総領息子となる。後に父が土佐藩の上士（小姓組格・武道師範）として取り立てられる。
伯父好円に養育された幼少期は落ち着きが無い子供だったが、成長すると勉強熱心になり藩に注目され、安政6年（1859年）に江戸へ出て安井息軒（儒学）、安積艮斎、塩谷宕陰（朱子学）、若山勿堂（山鹿流軍学）の門弟として学び、文久元年（1861年）に帰国した後の翌文久2年（1862年）には藩校致道館で史学助教授となった。帰国途中に武市瑞山（半平太）と知り合って尊王攘夷に傾倒、藩政を主導していた吉田東洋と対外方針を巡り討論する。谷は東洋の開国方針を悠長だと反発しながらもその度量に感服したが、東洋が暗殺された時は彼との対立関係から周囲に犯人だと疑われている。
東洋暗殺後は武市と共に藩主山内豊範の側近に引き立てられ、彼等と共に上洛すると諸藩と交流し、攘夷実現に向け尽力した。江戸と長崎を行き来する中、豊範の従兄弟で前藩主山内容堂とも接触し度々意見を出したが、武市が失脚（後に処刑）されると同志の谷も元治元年（1864年）に左遷され、翌慶応元年（1865年）に致道館助教に復職するまで逼塞していた。
復帰後も東洋の方針を継いだ後藤象二郎の富国強兵を非難するなど攘夷の考えは変わらなかったが、西洋の長所を認め、徐々に外国人に対する視線が変わり、慶応2年（1866年）12月の長崎視察の際、翌3年（1867年）1月に長崎へ着いた谷は後藤や坂本龍馬と交わり、彼等から攘夷が不可能であることを説明された。直後に船で渡り到着した上海で西洋の軍事力を目の当たりにしたことでそれを実感、日本へ戻ると後藤の賛同者に変化し開国・倒幕論者となっていった。

### 倒幕に参加
慶応3年5月21日、中岡慎太郎の仲介によって板垣退助や毛利吉盛と共に京都の小松清廉邸で、薩摩藩の西郷隆盛や吉井友実と会い、薩土密約（薩土盟約とは異なる）を結んで武力討幕を目指した。だが、後藤が結んだ薩土盟約は大政奉還を趣旨とする穏健な倒幕を目指していたため谷の目標と食い違い、容堂に重用された後藤が土佐藩を動かしていく状況に不満を募らせていたが、慶応4年（明治元年・1868年）に鳥羽・伏見の戦いが起こり戊辰戦争が始まると板垣と共に藩兵を率いて出動した。万一の場合に備え、同族で本家から谷乙猪を養子に迎え、彼とその兄谷重喜（神兵衛）と共に戦線に加わった。
戊辰戦争では、板垣率いる迅衝隊の小軍監（後に大軍監に昇格）として北関東・会津戦争で活躍する。3月は新選組から改名した甲陽鎮撫隊を甲州勝沼の戦いで破り、江戸開城で待機し4月に北上、日光山で旧幕府軍と対峙、今市の戦いを経て5月に一旦土佐へ戻り、戦線へ復帰すると会津へ向かい、8月の会津城籠城戦に加わり11月に土佐へ凱旋、戦功として家禄400石に加増され、仕置役に任命された。
明治2年（1869年）は参政、翌3年（1870年）には少参事に任じられ高知（土佐）で藩政改革に尽力した。だが東京にいた後藤と板垣が積極財政と浪費を重ね藩財政を傾けていたことに反発、片岡健吉と共に後藤等の頭越しに藩士のリストラと費用削減を遂行したが、これが彼等の怒りを買い藩政から排除された。だが浪費で財政が傾いたため谷は反対派から信望を集め、それを無視出来ない藩の要請で明治4年（1871年）4月に少参事に復帰、藩兵の軍制改革に尽くした。

### 廃藩置県以降
明治4年7月の廃藩置県後、兵部権大丞として新政府に出仕し、翌明治5年（1872年）には陸軍裁判長に転任し陸軍少将に任命、明治6年（1873年）には更なる転任で熊本鎮台司令長官となる。同年に発布された徴兵令を巡る対応が人事に絡み、反対派の桐野利秋が辞任し賛成派の谷を徴兵令を作成した山縣有朋が任じた事情があった。谷は軍の近代化に取り組み部隊にフランス式訓練を施す中、明治六年政変で板垣が下野したことで高知出身の軍人も多数下野、鎮台に出火騒ぎや部隊暴動が起こり、動揺をもたらした板垣との確執を強めていった。
明治7年（1874年）2月に佐賀の乱が勃発すると政府から鎮圧命令を受け取ったが、岩村高俊県令の護衛として派遣した部下の山川浩率いる第11大隊が佐賀城で不平士族に包囲され、大隊約300人のうち半分近くを失う痛手を負った。出鼻は挫かれたが、乱自体は大阪・東京鎮台からの増援で鎮圧されている。
同年5月から12月の台湾出兵に際しては、陸軍中将・西郷従道の下に海軍少将・赤松則良と共に参戦した。その際熊本鎮台司令長官から参軍に転任したが、出兵後は政府の方針に不満を抱き、高知県に逼塞、同郷の佐々木高行から帰京を促される中、明治9年（1876年）10月の神風連の乱で不平士族に殺害された、種田政明の後任として、11月に再び熊本鎮台司令長官となり、樺山資紀が参謀長、児玉源太郎・川上操六が参謀として脇を固めた。この人事は祖先に山崎闇斎門下の大学者谷秦山をもち、その精神を叩き込まれている谷であれば薩軍につくことはあるまいと見込まれてのものであったという。

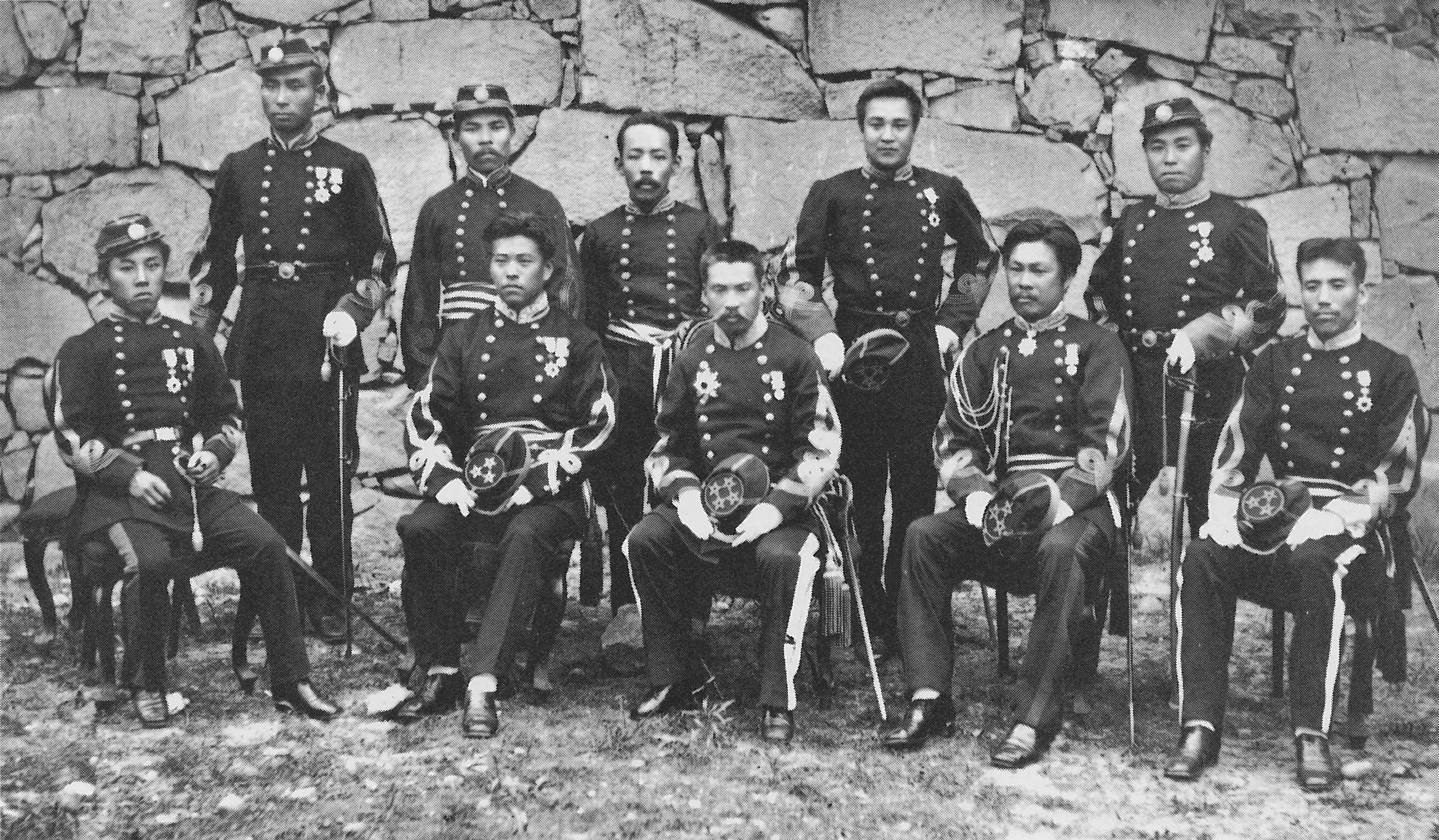
熊本鎮台の指揮官及び幕僚。
前列左より福原豊功少佐、中村寺利司契、谷干城少将、樺山資紀中佐、別役成義少佐。
後列：小川又次大尉、副島仲謙軍医正、児玉源太郎少佐、林隼之助少佐、塩屋方圀大尉。

明治10年（1877年）の西南戦争の際には、52日にわたって薩軍の攻撃から熊本城を死守し、政府軍の勝利に貢献した。薩軍からは反政府派の一人とみなされ、樺山と共に寝返りを期待されていたが、谷も樺山も薩軍との対決を選び、籠城を決行した。戦いは2月19日に熊本城から出火、天守閣を始め主要施設を失い兵糧が欠乏し、22日から開始された薩軍の攻撃を必死に耐え凌ぐ中、銃撃で樺山が負傷、与倉知実も戦死する苦戦になったが、薩軍が無計画かつバラバラに攻撃したこと、対する鎮台兵が大砲・銃火器を活用した火力集中で応戦したことが功を奏し、侵入を防いだ。薩軍は翌23日にも攻撃したが失敗したために強襲を諦め、24日から包囲に切り替えた。
包囲中も鎮台兵と薩軍の攻防は続いたが、3月に入ると北から救援軍が迫り、海路からも別働隊（衝背軍）が南の八代に上陸し熊本城に近付いた。好機と見た谷は樺山・児玉らと相談の上で4月8日に奥保鞏を隊長とする外部との連絡部隊を城外へ放ち、衝背軍との合流に成功した。3日後の11日に谷は狙撃され重傷を負ったが、14日に旧知の山川が衝背軍の一部隊を率いて熊本城へ入城、包囲は解放された。籠城後も休む暇はなく山縣の指揮下で九州を転戦、鎮台兵は19日の城東会戦で薩軍と戦い、大分方面へ転戦し、野村忍介の部隊とも激戦を展開、9月の城山の戦いで終止符を打った。西南戦争の勝利で谷の名声は高まり政府や明治天皇の信頼を獲得、軍部からも一目置かれるようになっていった。

### 西南戦争以降

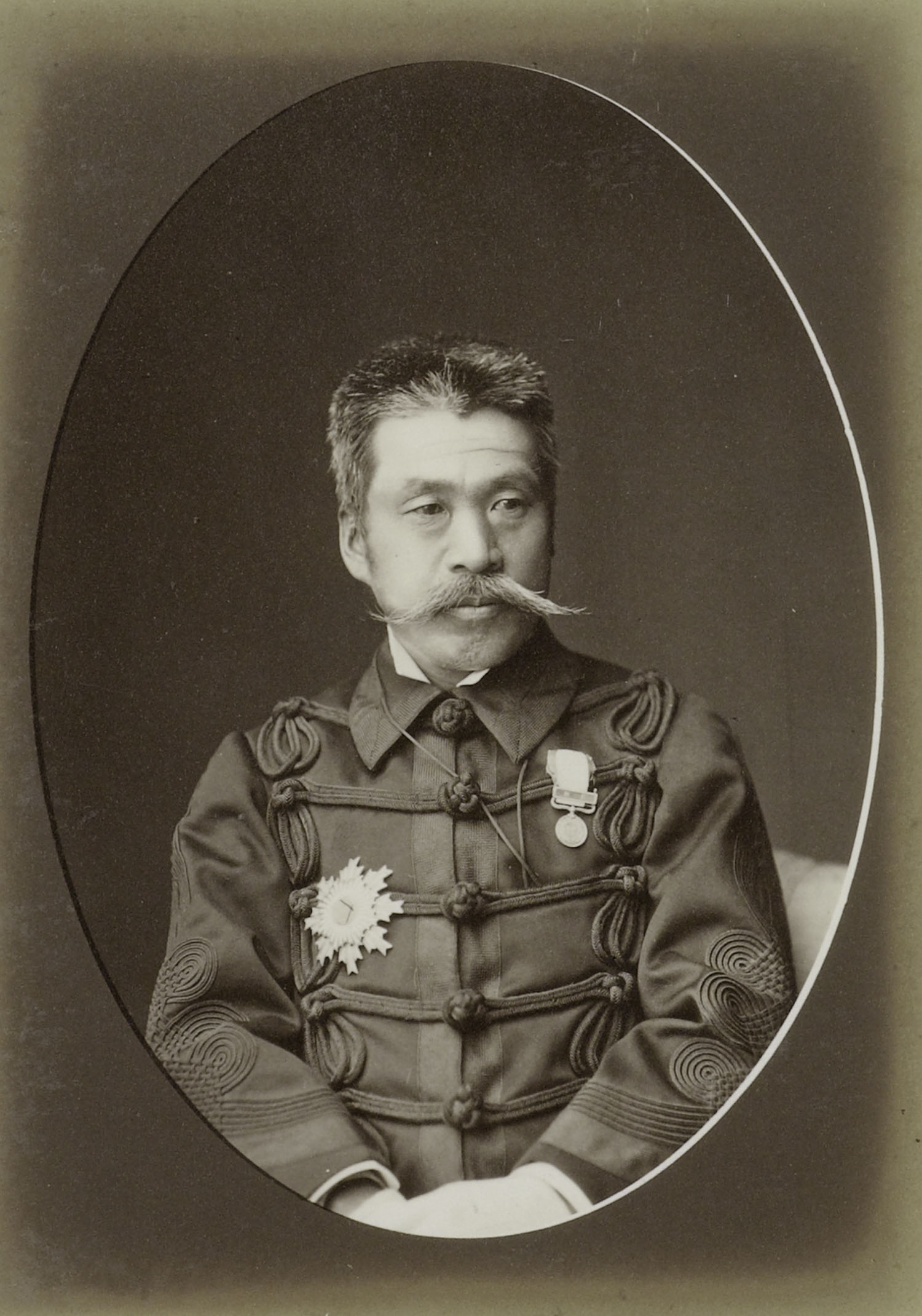
明治中期の谷

西南戦争の功績により明治11年（1878年）11月に陸軍中将に昇進、陸軍士官学校長・陸軍戸山学校長となった。しかし明治14年（1881年）3月に先の台湾出兵で戦死・病死した将兵の遺体を一部の地方官が乱暴に取り扱った事実を政府・陸軍首脳部が放置していたと知り、抗議の辞任をする。この時、明治天皇は谷の意見を評価して辞任を差し止めさせようとしたり、佐々木を通じて帰郷を延ばして自分に忠節を尽くすように伝言している。この問題は、6月に天皇が谷の陸軍中将を慰留する代わりに陸軍士官学校長と陸軍戸山学校長を免職するまで持ち越された。また、地元高知で自由民権運動が過激化することを憂い、急進的な民権派の政治団体立志社に対抗し、佐々木と共に穏健な政治運動を標榜する中立社を立ち上げたが、立志社の勢いに太刀打ち出来ず明治11年秋に廃社となった。
この頃から政治関与を始め、同年7月の開拓使官有物払下げ事件で政府に動揺が広がる中、谷は曾我祐準・鳥尾小弥太・三浦梧楼ら3人の軍人と四将軍派を結成し佐々木と共に払い下げに反対を表明、9月に連名で国会開設の建白書を提出、10月には佐々木と同志の元田永孚・土方久元らと結託して中正党も結成するなど、現役軍人でありながら政治にのめり込む姿勢は山縣に危険視され、明治十四年の政変で大隈重信が政府から追放され事態が収拾されると、佐々木が政府に取り込まれ中正党の運動も不明瞭になり、明治15年（1882年）に山縣が軍人の政治関与を禁じた軍人勅諭を制定、四将軍派の活動は抑えられた。
谷は非職でありながら度々政府から復職を望まれ、明治17年（1884年）5月に学習院院長として復帰した。かねてから華族の教育を構想していた伊藤博文は谷に改革を依頼、応じた谷は皇室の藩屏になることを目指した華族の子弟教育を推進、軍人養成に力を注いだ。また将来の議会政治にも目を向け、華族が天皇に忠誠を尽くし、独立した勢力として議会で公平に政治活動していく構想も考え、軍人だけでなく政治、外交にも役立つ多様な人材育成を目指した。華族有志青年会の設立も議会へ活動する人材育成の一環である。谷が学習院を去った後も華族青年会と改名し、華族同方会も結成、谷や多くの華族を引き付けて議会に備えていった。これらの功績が認められ、7月に華族令が制定されると子爵に叙せられ、翌明治18年（1885年）の内閣創設により第1次伊藤内閣の初代農商務大臣に就任し、政治家に転身した。ただし、明治22年（1889年）に予備役へ編入されるまで現役軍人としての活動も続けていた。
一方、四将軍派は陸軍が薩長藩閥の主流である状態に反発し、軍の人事や組織案などに口出しして軍で活動を再開、谷も四将軍派の1人として山縣と大山巌・桂太郎・川上操六ら主流派と対立、軍事方針とそれに伴う外交を巡り衝突した。前述の谷の農商務相就任は伊藤が四将軍派の関心を得るための人事であり、天皇も谷の閣僚登用を望んだ事情から成り立っていた。伊藤と井上馨ら政治家は主流派の軍拡と清への強硬姿勢に反対、三浦の軍縮案に傾いていた。ただ、陸軍紛議と呼ばれる明治19年（1886年）の対立では谷はヨーロッパへ外遊中だったため関わっておらず、主に三浦と大山の主導権争いに終始、勝利した大山により四将軍派は軍から追われ、支持基盤だった軍事研究団体・月曜会も明治22年に解散させられた。
谷には左遷・罷免された三浦・曾我と違い報復人事は無かったが、陸軍の政治関与に否定的だった児玉が陸軍大学校の校長になり、教育を通して四将軍派の影響力は軍から排除された。以後、谷は政治へ本格的に関わっていくようになる。

### 軍人から政治家へ
明治19年3月から20年（1887年）6月まで1年3ヶ月かけて欧州旅行に出かけ、様々なことを学んだ。セイロンでは、同地に追放されたエジプトの軍人革命家アフマド・オラービーと出会い、外債をきっかけに英国に侵食されたエジプトの惨状を日本の将来に重ね不安を覚え、スイス・ギリシャは国民政治が行き届き、自治が確立され列強の侵略を許さない姿勢に理想を見出した。外遊中は諸国の実情を見て西洋文明の過剰導入による借金で国が疲弊、それを列強に付け入れられることを危惧し、日本の欧化主義に否定的になり国粋主義者に変貌、閣僚にも拘らず政府批判を考え始めた。オーストリアでローレンツ・フォン・シュタインの講義を受けたことで自作農保護の農本思想を採り入れ、帰国後は議会を通じて国民の自治を重視する政治家に変わっていった。
帰国後は閣内の国権派として伊藤内閣の欧化政策（当時の外相は井上馨）を批判し、明治20年7月3日に『（条約改正に関する）意見書』を内閣へ提出した。内容は条約改正問題を取り上げ、改正案に外国人裁判官任用が記されていることに反対、議会開設にも触れ言論の自由を主張した。谷のこの行為は政府内で大問題となり、非難された井上は谷と口論になり、伊藤も閣僚でありながら内閣を非難した谷に反論した。谷も佐々木・元田ら同志と結託し改正反対運動を展開したが、意見が内閣に受け入れられないと見るや26日に辞任した。井上も反対運動の拡大と条約改正失敗により9月17日に辞任、改正は阻止された。
一連の騒動で民権派による大同団結運動が盛り上がり、下野した谷は民衆から英雄に祭り上げられた。これは彼の本意ではなく、9月に高知へ帰郷すると政界復帰を拒み、明治21年（1888年）に陸羯南が主宰する新聞『東京電報』（後に『日本』と改称）の援助で一旦上京、天皇の要請で7月に学習院御用掛になったが、高知へ戻り短期間で辞職、天皇の復帰要請にも民権派の参加呼びかけにも拒否し続けた。なお、大同団結運動は翌明治22年2月に谷と因縁のある後藤が黒田内閣に引き抜かれたため分裂、谷は三浦・浅野長勲らと組んで8月に日本倶楽部を設立、黒田内閣の外相だった大隈の条約改正案にも反対する形で政治結社化を目論んだが、10月に改正の無期限延期による問題棚上げと内部対立から日本倶楽部は解散、政治結社化は失敗した。また、7月に養子乙猪に先立たれる悲劇にも遭遇している。明治22年（1889年）8月26日に予備役に編入された。

### 貴族院の重鎮

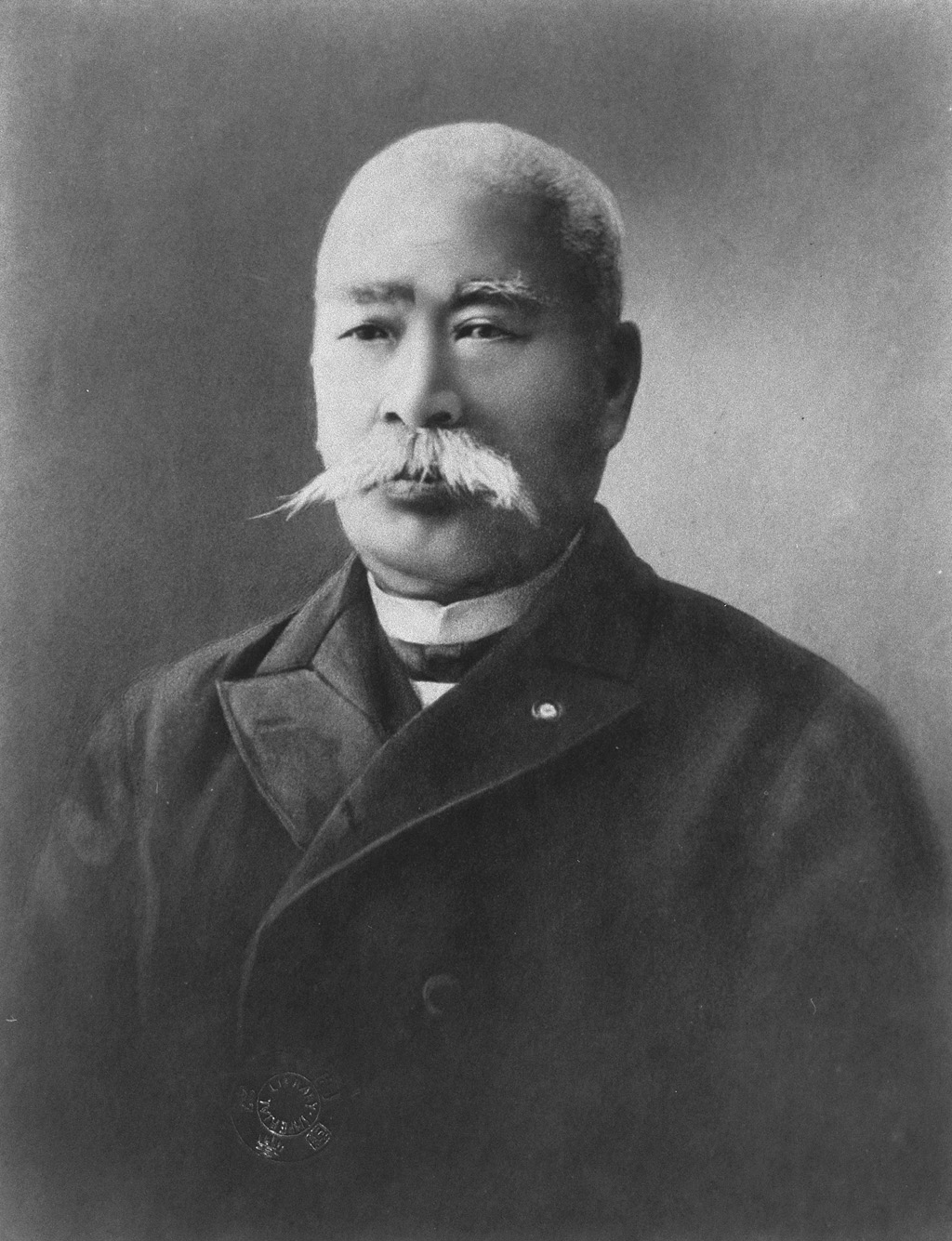
貴族院議員時代

明治23年（1890年）7月の貴族院議員選挙に当選し政界に復帰、11月29日に帝国議会が開会を迎えると学習院で掲げた皇室の藩屏たらんとし、政党・政府から自立して懇話会に属し、地租増徴に反対するなど独自の政治運動を展開した。天皇や元田からは枢密院か宮中入りを望まれたが、それを断り政界から皇室を守ることを決断した上での貴族院入りだった。
国粋主義、農本主義的立場から、藩閥とも板垣ら民権派とも異なる保守的な中正主義で、土佐派の重鎮として重きをなしていた。政治思想はかねてからの主張を元にしてまとめ、天皇に忠誠を尽くす皇室崇敬、衆議院（政党）と政府からの独立および監視、政党・政府関係なく政策を吟味し国民の利益になる場合は賛成、そうでない内容では反対する是々非々主義、国民の利益を重視する国家主義を唱えた。この思想は貴族院のほとんどの有力者が掲げ、貴族院全体が目指す普遍的な目標であり、谷は同じく政界入りした曾我と、主張が一致する三曜会の領袖近衛篤麿と組んで政争に立ち向かっていった。
第1次山縣内閣では自由党と政府の予算を巡る論争が焦点になり、自由党とは約1割削減で妥協して明治24年（1891年）3月2日、予算が衆議院を通過した。ところが、貴族院では予算委員長の谷が予算通過に反対、審議時間が短過ぎること、ろくに予算を検討出来ずそのまま通過させるしかないことを問題にしたが、最初の議会で予算を成立させたい大勢の流れに逆らえず、予算は4日後の6日に貴族院も通過・成立した。
次の第1次松方内閣では谷を中心としたグループ結成が進み、谷が12月14日に政費節減（同様の主張を掲げた民党と違い、節減で捻出した財源を地租軽減ではなく国防充実へ振り分けることを主張していた）・政府への批判を込めた「勤倹尚武の建議案」を提出、彼を含むグループは勤倹尚武連と呼ばれ、懇話会の原型が作られた。建議案は親政府派の研究会の抵抗で否決され谷は敗北を悔しがるが、近衛ら三曜会との連携とグループ形成が進み懇話会が結成、貴族院は親政府派の研究会と反政府派の懇話会・三曜会に二分されていった。
懇話会は明治25年（1892年）頃に結成されたといわれ（異説あり）、谷を始め曾我・山川など彼と縁が深い人々が集まった。しかし中身は組織としてのまとまりが弱く、各人が勝手に自己主張を言いだす有様で、団結重視の研究会にとても対抗出来なかった。それでも個々人の力量が強いため、議会初期は三曜会と並ぶ貴族院の有力会派として注目されたが、やがて研究会が組織を固めると劣勢に追い込まれていった。
内閣との対決姿勢は続き、明治25年2月の内閣が行った第2回衆議院議員総選挙への選挙干渉に対する抗議の建議案を5月に提出、前後して衆議院の民党が提出した決議案と並び両院から不信任を突き付けられたも同然の内閣は動揺、干渉で生じた閣僚との対立を収められず、7月に総辞職した。8月に成立した第2次伊藤内閣では強硬姿勢を緩め、衆議院と政府の仲介を申し出た（政府に却下された）こともあったが、明治26年（1893年）に条約改正問題が上がると対外硬に加わり政府との対決路線に戻り、12月に衆議院が解散されると理由を伊藤に問い質し、民党を弁護し伊藤に抗議している。翌明治27年（1894年）6月の再度の解散にも抗議したが、7月に日英通商航海条約が成立、条約改正が成功した時は明確な反対はしていない。
日清戦争が起こると挙国一致の立場から予算通過に尽力し政府に協力したが、明治28年（1895年）の終戦後は反政府に戻り三国干渉と戦後財政を批判、朝鮮公使に三浦を推薦したが、彼が乙未事変を引き起こしたと知ると驚愕している。戦後自由党と内閣が手を組み衆議院が戦後予算を通過したことに反発、軍拡を含めた予算に反対したが通らず、研究会の賛成で予算は貴族院を通過した。明治29年（1896年）に成立した松方正義と大隈の連立政権（第2次松方内閣）でも軍拡予算に反対したが、近衛が松方の推薦で貴族院議長に就任、谷も松方を支持しているため決定的な対立を避け予算を通過させた。代わりに元来主張していた明治30年（1897年）の新聞紙条例の改正は通り、金本位制導入にも積極的に取り組み貨幣法公布に尽力、懇話会・三曜会と谷の威信は増大していった。

### 勢力衰退、同志との決別

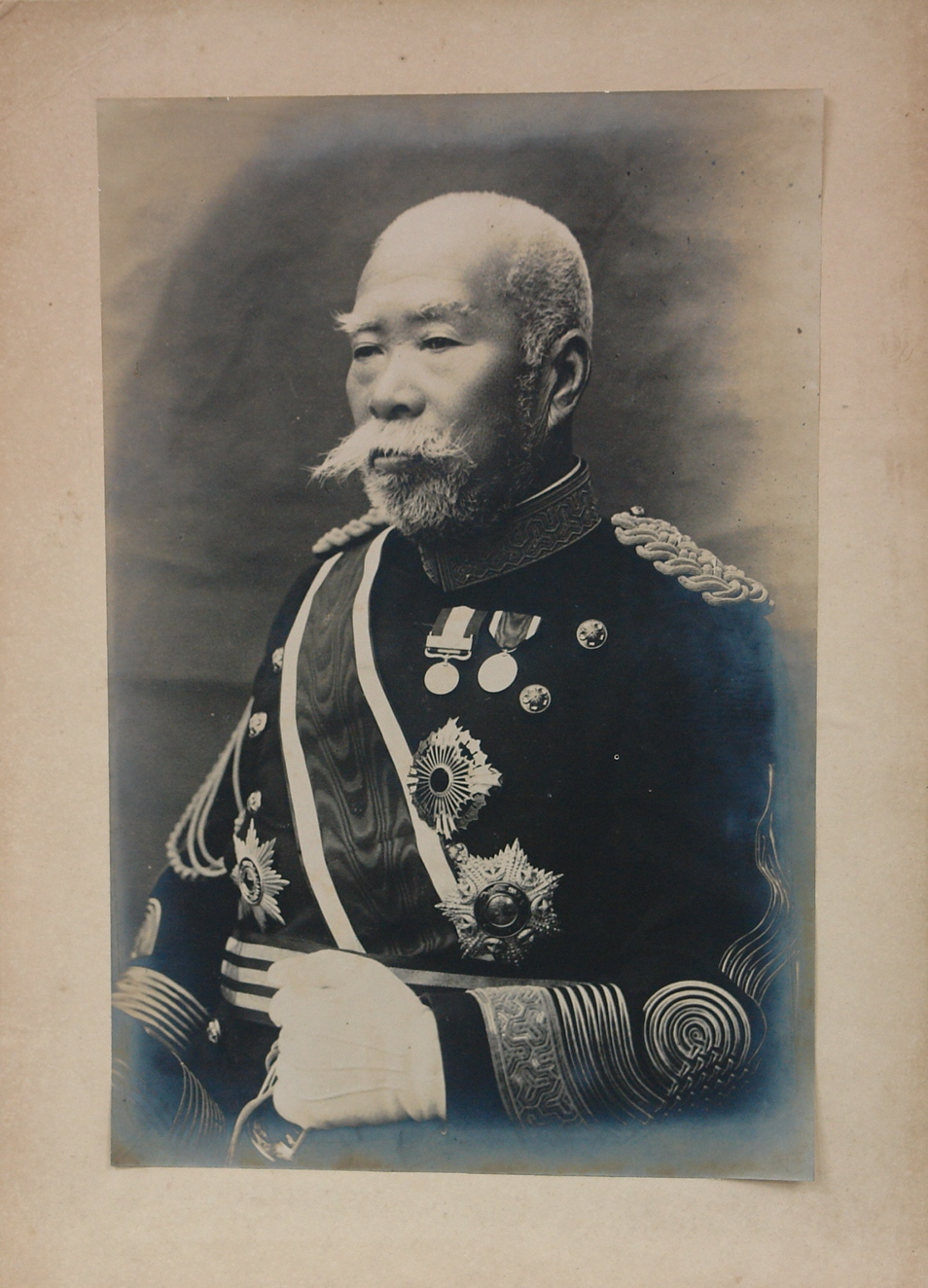
晩年の谷

ところが、同年から研究会が有利になり始め、懇話会・三曜会が不利になっていった。きっかけは7月の貴族院の有爵互選議員総改選にあり、明治25年から選挙団体・尚友会を設立し会員統制で組織票を集め、積極的に会員を勧誘し急成長していった研究会は選挙に万全の態勢を整えていった。対する懇話会は組織としてまとまりがない上、選挙へ備えていないため勝負にならず、三曜会共々惨敗を喫し、研究会が有爵議員を46人当選させたのと対照的に、懇話会・三曜会あわせて18人しか当選出来ず、有爵議員の引き抜きが不可能になりジリ貧に追い込まれ始めた。それでも議員の動きは流動的で、まだこの時点で懇話会・三曜会に衰退は見られず、むしろ懇話会は2年後の明治32年（1899年）では最大68人に増加していた（ただし、三曜会はそのまま衰退して解散し朝日倶楽部と合併している）。
しかし長期的な衰退は避けられず、山縣の側近平田東助・清浦奎吾がそれぞれ茶話会・研究会を押さえ両会派を連携させ、無所属団結成および無所属団と茶話会の大半を入れた幸倶楽部派と研究会の連携も成功すると懇話会・朝日倶楽部の劣勢が明らかになった。政府が勅選議員を茶話会などへ送り込んだことも痛手で、議員引き抜きが更に困難になった懇話会は明治32年12月に第2次山縣内閣が提出した宗教法案の賛成・反対を巡り、内部分裂を起こし脱会者を続出させてしまった。谷ら主流派は40名は翌明治33年（1900年）に「庚子会」と改名し存続を図ったが、人数減少により研究会に大きく差をつけられますます没落していった。
こうした状況でも谷の政治活動は続けられ、貧民救済の立場から足尾鉱毒事件で実地調査と被害者救済に奔走、田口卯吉と地租増徴を巡り論争、宮古島における人頭税廃止運動を熱心に応援している。自作農保護の観点から地租増徴に反対、対する田口が経済自由主義を掲げ賛成の論陣を張り、両者の論争は陸羯南の『日本』に掲載されたが、現実には地租増徴が成立、谷の主張は通らなかった。
明治33年9月に誕生した立憲政友会には疑いの目を向け、10月に成立した第4次伊藤内閣の増税予算案は、政党の利益誘導が盛り込まれ民衆の負担増に繋がるため、例によって反対に回り、研究会・幸倶楽部派も増税に反対し貴族院は内閣と全面対決の様相を呈した。庚子会・朝日倶楽部は弱体化していたため谷は研究会の協力に泣いて感謝したが、明治34年（1901年）3月に天皇から政府支持を呼びかける勅語が下され、貴族院は止む無く予算を通過させたため無駄になった。以後貴族院は政府への反抗を控え、庚子会・朝日倶楽部に対する研究会・幸倶楽部派の優位は決定的となり、庚子会・朝日倶楽部は合併し土曜会と改名・存続したが、もはや少数派に転落し人数も40人前後に低迷、かつての立場は望めなくなった。谷の主張も時勢に合わなくなり、貴族院の自立を主張する一派は衰退し衆議院と連携した内閣との妥協が以後の貴族院の政治姿勢となった。
谷の頑なな態度は近衛や陸といった同志の離反も招く。ロシア帝国が中国大陸に進出する中近衛はイギリスと同盟しロシアとの対抗を構想、大陸進出に反対する谷は近衛と離れた。日英同盟が締結されても「彼に利あり我に利無き」と反対している。陸もロシア強硬論に傾いたため決別、それでも主張を曲げず、日露戦争時には健全財政論・防御中心の軍備を主張する政治的立場から開戦に反対した。社会学者建部遯吾は娘芳子の夫だったが、主戦論者のため彼とも対立し非戦主張を通した（戦後芳子と建部は離婚）。戦後も軍縮・緊縮財政を呼びかけ、影響力を無くした貴族院で執拗に増税に反対したが、軍拡・積極財政と帝国主義が主流になる政界で谷の意見は却下され続け、ジャーナリズムから時代遅れと罵倒されても意志を貫き通した。戦後、ポーツマス条約が締結されたが、この条約では宗谷海峡と間宮海峡の相互非武装と無害通航が定められており、谷は自国内の要衝が非武装とされるのは「誠に屈辱」と反対している。
明治44年（1911年）死去。享年75。墓は妻玖満子、父、乙猪と共に生家に近い安楽寺山城にある。家督は養孫で乙猪の長男・谷儀一が継いだ。

## 年譜
- 明治4年（1871年）
  - 7月28日 - 陸軍大佐任官[45][76]
  - 8月15日 - 兵部権大丞[45][76]
- 明治5年（1872年）
  - 4月14日 - 陸軍裁判長[45][76]
  - 9月2日 - 陸軍少将昇進、近衛局分課[45][76]
- 明治6年（1873年）4月5日 - 熊本鎮台司令長官[45][76]
- 明治7年（1874年）4月5日 - 台湾蕃地事務参軍[45][76]
- 明治9年（1876年）11月9日 - 熊本鎮台司令長官[45][46]
- 明治11年（1878年）
  - 11月20日 - 陸軍中将昇進[45][46]
  - 12月14日 - 東部監軍部長[45][46]
- 明治13年（1880年）
  - 4月29日 - 陸軍士官学校校長兼陸軍戸山学校校長[45][46]
  - 8月9日 - 兼中部監軍部長[45][46]
- 明治14年（1881年）
  - 2月9日 - 免中部監軍部長[45]
  - 10月27日 - 辞職
- 明治17年（1884年）
  - 5月24日 - 学習院長[45][46]
  - 7月7日 - 子爵叙爵[45][46][77]
- 明治18年（1885年）12月22日 - 農商務大臣[45][46]
- 明治19年（1886年）
  - 3月11日 - 勲一等旭日大綬章[46]
  - 7月8日 - 正四位
  - 10月19日 - 従二位
- 明治20年（1887年）7月26日 - 辞職[45][46]
- 明治21年（1888年）7月14日 - 学習院御用掛[46]
- 明治22年（1889年）8月26日 - 予備役編入[45][46]
- 明治23年（1890年）7月10日 - 貴族院議員[45][46]
- 明治38年（1905年）10月16日 - 退役[78]
- 明治44年（1911年）
  - 2月9日 - 勲一等旭日桐花大綬章[78]
  - 4月15日 - 正二位
  - 5月13日 - 死去[78]

## 条約改正に関する意見書
谷は明治20年の農商務大臣辞任前、7月3日に『（条約改正に関する）意見書』を内閣に提出しており、内容は内閣・外交・行政など多岐にわたっている。一例をあげれば、言論に関しては「政府官吏は自ら進んで新聞や演説にて討論すべきであり、それによって人心が活発になり、腐敗の世態が回復するであろう」と述べている。また倫理に関しては「官禄に衣食するものは上は陛下の聖意を思い、下は人民の休戚をおもい、戦々兢々ただその責任の尽くせないことを恐れるべし」とも述べている。 

## 坂本龍馬への尊敬
慶応3年に龍馬が暗殺されたときには（近江屋事件）、真っ先に現場に駆けつけ、瀕死の状態にあった中岡慎太郎から龍馬暗殺の経緯を聞きだした。谷によれば、中岡は「人をたくさん斬っている新選組の仕業だろう」「犯人は『コナクソ』と言った」と証言している。谷はこの後、新選組と対立し、リーダー格の伊東甲子太郎らが殺害されたばかりの御陵衛士のメンバーと会談し、現場に残されていた鞘が新選組隊士原田左之助のものであるという証言を得ている。
戊辰戦争の際には、流山で捕らえた元新選組局長近藤勇の処遇について、薩摩藩の平田宗高と対立した。平田は一軍の将であるから一旦生かしたまま京都に送るよう述べたが、谷は浮浪の者の頭に過ぎないと斬首を主張した。最終的には、近藤を許すことは甲府城に籠った柴田監物らを許すのと同じことだと議決し、近藤は斬首して京都に送ることとなった。しかし谷は官軍と戦闘を行った甲陽鎮撫隊の動きが勝海舟や大久保一翁、山岡鉄舟らの指示によるものではないかと考え、拷問にかけ、背後関係を調べるよう主張したが、平田は江戸城開城を控えたこの時期に問題を起こすべきではないと反対した。最終的に近藤は厳しい取り調べを受けることなく斬首され、谷は自分の論が孤立無援であり、薩摩藩にたぶらかされていると不満を書き連ねているが、近藤に関して触れた部分では坂本について一言も触れていない。
斬首・獄門という惨刑に処したのも谷であるが、彼にとっては龍馬の敵討ちであった。
明治33年（1900年）、かつての見廻組の1人であった今井信郎が龍馬暗殺に関与したという手記が発表された。この手記は取材を行った結城禮一郎に誇張されていたこともあり、雑誌でこれを見た谷は「売名の徒」と非難し、暗殺の犯人の研究をするなら今井の言うことが間違いであると確認してからにしてほしいと述べている。

## 栄典
位階
- 1886年（明治19年）
  - 7月8日 - 正四位[88]
  - 10月19日 - 従二位[89]
- 1911年（明治44年）4月15日 - 正二位[90]

爵位
- 1884年（明治17年）7月7日 - 子爵

勲章等
| 受章年                     | 略綬 | 勲章名                   | 備考 |
| -------------------------- | ---- | ------------------------ | ---- |
| 1886年（明治19年）3月11日  |      | 勲一等旭日大綬章         |      |
| 1889年（明治22年）11月25日 |      | 大日本帝国憲法発布記念章 |      |
| 1911年（明治44年）2月9日   |      | 旭日桐花大綬章           |      |

外国勲章佩用允許
| 受章年                     | 国籍         | 略綬 | 勲章名               | 備考 |
| -------------------------- | ------------ | ---- | -------------------- | ---- |
| 1886年（明治19年）10月29日 | ロシア帝国   |      | 神聖アンナ第一等勲章 |      |
| 1890年（明治23年）3月27日  | オスマン帝国 |      | 美治慈恵第一等勲章   |      |

## 家系
谷家は大神姓で、長宗我部氏の旧臣で土佐藩の上士の家柄。
祖は谷忠澄の弟である谷神右衛門（初代）で、干城の高祖父谷重遠と谷重喜の5代前に当たる谷重正が兄弟という関係であった。
戊辰戦争の際、迅衝隊に共に加わった谷重喜（神兵衛）は、土佐藩上士・谷神右衛門家の第11代目の嫡流当主である（谷神右衛門家の第4代目の谷重元（神兵衛）の嫡男・谷重正（弥太郎）の五世孫が重喜にあたる）。谷重元の三男・谷重遠（秦山）は別家を興し、秦山の孫・谷好井（萬六）の嫡男谷好圓（丹作）が秦山家の第4代目の当主を継いだ。さらに谷好圓の弟・谷景井（萬七）が分家して一家（谷神右衛門家の分家（秦山流）のさらに分家にあたる）を興した。干城は景井の四男で、3人の兄が相次いで夭逝したので後を継いだ。干城の後を継いだ養子の谷乙猪は重喜の実弟にあたる。
家紋は左三つ巴紋。
- 父：谷景井（萬七）
- 本人：谷干城子爵（陸軍中将）
- 妻：国澤七郎右衛門通辰の二女（玖満子）
  - 養子：谷乙猪（迅衝隊最年少従軍者）
  - 乙猪の嫁：村田経芳男爵の長女（愛子）
    - 養孫：谷儀一（陸軍少将）
      - 養曾孫：谷武夫

  - 実子：谷猛熊
  - 長女：谷芳子（社会学者建部遯吾のもとに嫁ぐ[98][99]。離婚後浅野忠純と再婚[100]）

## 関連史跡
- 熊本市内に銅像がある。昭和12年（1937年）に西南戦争60年を記念して建てられたが、第二次世界大戦中に金属供出され、現在のものは昭和44年（1969年）に明治100年を記念して、供出される前と同じ型を使って再建されたもの。作者は朝倉文夫。以前は熊本城内の天守閣南側にあったが、熊本城本丸御殿の復元に伴い高橋公園に移設された。